# Сейтяково
Сейтя́ково (рос. Сейтяково, башк. Һәйтәк) — село у складі Балтачевського району Башкортостану, Росія. Адміністративний центр Сейтяковської сільської ради.
Населення — 746 осіб (2010; 863 у 2002).
Національний склад:
- башкири — 92 %

## Особистості
В селі народився Гильманшин Лукман Гильманович (1913—1977) — український радянський художник.